# Roger Aubert
Pour les articles homonymes, voir Aubert.
Roger Aubert, né le 16 janvier 1914 à Ixelles et mort le 2 septembre 2009 à Schaerbeek (Bruxelles), est un prêtre catholique, historien ecclésiastique et théologien belge.

## Biographie
Neveu de l'égyptologue Jean Capart, il termine ses études secondaires en section gréco-latine à l'Institut Saint-Boniface en 1929 à l'âge de quinze ans et demi.
Docteur en histoire de l'Université catholique de Louvain en 1933, il poursuit par les études de théologie au Grand Séminaire de Malines. 
Ordonné prêtre en 1938, il poursuit une carrière académique et accumule en quelques années (1939-1945) les titres de  docteur en philosophie et lettres (histoire) et de bachelier, docteur et maître en théologie, de l'Université catholique de Louvain. Il est fait chanoine en 1951.
En 1945, il publie l'une de ses œuvres maîtresses: Le problème de l'acte de foi.
En 1989, il fonde les Archives du monde catholique, dont il devient le premier président[Quand ?].
Professeur, successivement, au Grand Séminaire de Malines (1944-1952) et à l'Université catholique de Louvain (1952-1983), le chanoine Aubert devient un grand connaisseur de l'histoire de l'Église contemporaine (XIXe et XXe siècles). Il a publié plus de 500 ouvrages, articles et notices de dictionnaires entre 1943 et 1993, notamment Le Pontificat de Pie IX (1952), Vatican I (1964)...
Il a également participé à la rédaction de grandes revues et collections, comme la "Revue d'histoire ecclésiastique" ou le "Dictionnaire d'histoire et de géographie ecclésiastiques". Il a été fait docteur honoris causa de nombreuses universités : Nimègue, Milan, Tübingen, Graz, Sherbrooke.